# Mikey Bustos
Michael John Tumanguil Pestano Bustos (n. 23 de junio de 1981 en Toronto, Canadá), es un actor, cantante, compositor y comediante canadiense de origen filipino. 

## Biografía
Bustos es hijo de padres filipinos, él nació en el barrio de Weston en Toronto, Canadá. Antes de competir en "Canadian Idol", trabajó en un Banco de Montreal. Asistió al "St. College School the Michael" en Toronto .

## En Canadian Idol
Mikey Bustos se posesionó en el séptimo en segundo lugar en la final de la primera temporada de Canadian Idol en agosto del 2003. A partir de su primera audición, derribó a cuatro jueces quienes lo calificaban, gracias a su esfuerzo y su talento logró conquistar un gran número de fanes, ya que al principio de la competencia, Michael fue noticia en todo el país.
Bustos grabó su primer disco con dos sellos discográficos como "BMG Music Canadá" y "ViK". En la que lanzó su primer álbum recopilatorio de Canadian Idol, en la que fue certificado con un sello de oro de las listas de "Soundscan Billboard charts", logrando ocupar el segundo día de su lanzamiento y siendo uno de los artistas clasificados del Top 5, como uno de los mejores intérpretes más vendidos de Canadá en su primera semana, la venta de sus discos alcanzó más de 60.000 unidades.

## Carrera
En el 2004, Mikey Bustos, se trasladó a Nueva York y residió en Queens y Manhattan, allí colaboró y grabó con el aclamado productor Glenn Cisne, de la reconocida productora "Chung King Studios".
En el 2005, lanzó su primer álbum debut titulado "Me Love Again", el 7 de mayo. Su disco fue producido por "Brent Bodrug de B-Music Group", quien previamente había trabajado con Alanis Morissette, Jack Soul y Sugar Jones. Además siendo disponible en todas las localidades de HMV, de todo Canadá.
En el 2006, el artista continuó su gira por los Estados Unidos, actuando en ciudades como Nueva York, Chicago, Los Ángeles, San Diego y Las Vegas. También comenzó a realizar otras giras de conciertos en otros países, entre ellos las Filipinas, país de origen de sus padres y donde además posee la nacionalidad de este país hispano-asiático. Allí su actuación, se llevó a cabo junto al grupo musical, Pussycat Dolls. También tuvo una serie de apariciones especiales, entrevistas y actuaciones en directo en varios programas de televisión de Filipinas como TFC's ASAP '06, and GMA's Eat Bulaga, Star Talk, SOP, S-Files, Unang Hirit, SIS, MTV Philippines e incluso en el Philippine Idol. Una de sus mejores actuaciones que se llevó a cabo, fue en la ciudad de Eastwood en Manila.
En el 2007, el cantante participó en un corte comercial de MTV Canadá y su actuación se llevó a cabo frente a la cantante Christina Aguilera, cuando ella visitó las Filipinas el 6 de julio. Mikey lanzó un vídeo musical un año después, para su sencillo titulado "If It Feels Good Then We Should" o "Si se siente bien entonces deberíamos", de su álbum debut en solitario titulado "Memoirs of a Superhero". Su álbum fue lanzado el 23 de diciembre de 2008 y su portada fue diseñada por "Orange Pop Media".
In one video, he arches his butt up for the thumbmail in a very weird way 